# Vester Nebel Å
Vester Nebel Å är ett vattendrag i Danmark.  Det rinner upp strax norr om samhället Ågård i Vejle kommun, löper söderut förbi samhället Vester Nebel och flyter nära byn Ejstrup samman med Åkær Å och bildar Kolding Å. 